# Liiva (Sõmerpalu)
Liiva – wieś w Estonii, w prowincji Võru, w gminie Sõmerpalu.